# محمد نجيب المطيعي
محمد نجيب بن إبراهيم بن عبد الرحمن بن أحمد بن بخيت المطيعي الطوابي. قضى حياته في مصر ثم السودان ثم المملكة العربية السعودية.

## اسمه ونسبته
يوجد غموض في اسمه ونسبته إلى قرية المطيعة، كتب عن ذلك عبد الآخر حماد في مقال في مجلة البيان بتاريخ 2019/3/7 تحت عنوان: أعلام نسبوا إلى غير بلدانهم:
ثالثاً: محمد نجيب المطيعي:
(الـمُطيعة) بلـدة تابعـة لمركز ومحافظة أسيوط تقـع جنوب أسيوط على الجانب الغربي من النيل، وقد كانت تسمى (القَطيعة)، ولكن أحد أبنائها وهو الشيخ محمد بخيت المطيعي المتوفى سنة (1354هـ - 1935م) - وكان مفتياً للديار المصرية - قد استطاع أن يغير اسمها، فسماها (المطيعة) وانتسب إليها. والظاهر أنه كره اسم القطيعة لما فيه من معنى القطع والهجر، فغير اسمها جرياً على سنة النبي صلى الله عليه وسلم  في تغيير الأسماء القبيحة إلى أسماء حسنة.
وإلى هذه البلدة ينتسب أيضاً  (محمد نجيب المطيعي) المتوفى سنة (1406هـ - 1985م)، وهو واحد من العلماء المعاصرين الذين نفع الله بهم، وله مؤلفات عدة أشهرها: (تكملة المجموع شرح المهذب للشيرازي)في الفقه الشافعي، وهو الشرح الذي بدأه الإمام النووي رحمه الله، فتوفي قبل أن يتمَّه، فشرع في تكملته تقي الدين السُّبكي رحمه الله، فمات دون أن يتمَّه أيضاً، فأكمله الشيخ المطيعي رحمه الله. كما نشرت له مجلة الأزهر في سبعينيات القرن الماضي سلسلة مقالات في الدفاع عن السنة النبوية بعنوان: (البخاري المفترى عليه). وفي مجال الإفتاء ظل - رحمه الله - مدة طويلة يرد على أسئلة المستمعين في برنامج بريد الإسلام بإذاعة القرآن الكريم من القاهرة.
وقد كنت قرأت في موقع معجم البابطين للشعراء العرب في القرنين التاسع عشر والعشرين؛ أن  محمد نجيب المطيعي، ولد في (الطوَّابِيَّة)، وذلك نقلاً عن حوار أجراه أحد الباحثين مع ابن  المطيعي رحمه الله. والطوابية هي قرية من قرى أسيوط أيضاً، كانت تتبع مركز أبنوب، وهي الآن تابعة لمركز الفتح. وقد وجدت الشيخ - رحمه الله - قد انتسب إلى الطوابية في تقديمه لرسالة له بعنوان (أحكام التصوير في الإسلام) وإن كان قد انتسب للمُطيعة أيضاً، حيث ذيَّل مقدمته لتلك الرسالة باسم: محمد نجيب المطيعي بن إبراهيم بن عبد الرحمن بن أحمد بن بخيت المطيعي الطوابي.
وقد بقيتُ مدة لا أجد تفسيراً لذلك الأمر، إلى أن يسر الله لي التواصل مع أحد أبنائه، وهو الأستاذ الدكتور عاطف محمد نجيب المطيعي الأستاذ بجامعة حلوان، ومن خلال التواصل معه عرفت أن  تمتد جذوره إلى بلدة المطيعة، وأنه من عائلة معروفة بها تسمى (بيت الديب)، وأن له صلةَ قرابةٍ بالمفتي السابق الشيخ محمد بخيت رحمه الله، وبالفعل وَجدتُ في بعض كتابات  محمد نجيب أنه إذا نقل عن  بخيت يقول: قال جدنا، فهو تقريباً عم جده.
ولكنه - كما ذكرنا - ولد في قرية الطوابية، وسبب ذلك أن جده كان قد نزح من المطيعة إلى الطوابية؛ لأنه كان مطلوباً في حادثة قتل، وفي الطوابية اشترى بيتاً وتزوج ووُلِد له، وفي تلك القرية ولد  رحمه الله، ثم ارتحل به أبوه وهو صغير إلى الإسكندرية، وبها بدأ يتلقى علوم اللغة والفقه والعقيدة والأصول على يد بعض المشايخ، ثم استمر يعلِّم نفسه دون أن ينتسب إلى المعاهد الأزهرية ولا حتى المدارس العامة، ثم انتقل بعد ذلك إلى القاهرة وعاش بها منشغلاً بالعلم والتدريس والكتابة.
ومن أهم ما عرفته من الدكتور عاطف أن الاسم الذي اشتهر به والده ليس اسمه الحقيقي، وأن اسمه الحقيقي هو: محمود إبراهيم عبد الرحمن أحمد بخيت. وأن السبب في ذلك أنه كان في شبابه المبكر قد انتسب إلى مجموعة فدائية كانت تحاول تعقب اليهود الذين عُرِفوا بمواقفهم العدائية ضد العرب والمسلمين، وأنه استطاع في ثلاثينيات القرن الميلادي المنصرم أن يقتل أحد زعماء المنظمات الصهيونية بمدينة الإسكندرية، وأنه لأجل ذلك طُلِب القبض عليه، فهرب من الإسكندرية، متجولاً في مدن الوجه البحري وقراه. ومن أجل التغطية على السبب الحقيقي لهروبه كان يدَّعي أنه كان نصرانياً فأسلم، وأنه من أجل ذلك يخشى على حياته، فآواه بعض أعيان تلك القرى من المسلمين وتعاطفوا معه، حتى إنه استطاع أن يستخرج أوراقاً رسمية باسمٍ منتَحلٍ اختاره لنفسه وهو: محمد نجيب إبراهيم المطيعي.
ولم يكن يذكر لأحدٍ شيئاً عن تاريخه القديم، حتى إنه كان يقول لأولاده إذا سألوه عن أعمامهم: إنه لا أهل له، وإنه مقطوع من شجرة (بحسب التعبير المصري الدارج)، إلى أن اعتقل في عام 1968م، ويبدو أنه عند التحقيق معه قد حُقِن - كما ذكر لي الدكتور عاطف - بحقنة جعلته شبهَ مغيَّب، وتحت تأثيرها حكى قصته كلَّها، فسجلوا ذلك، ورفعوا به تقريراً إلى الرئيس جمال عبد الناصر، فكان ردُّه أن قال لهم: نعم! أنا أعرف هذا الرجل، لقد كان يخرج معنا في المظاهرات ضد الإنجليز بالإسكندرية. وأوصاهم بإكرامه، فوضعوه في مستشفى السجن بدلاً من الزنزانة، ثم أفرجوا عنه، فلما خرج من السجن حكى لأبنائه ما كان يخفيه عنهم، وعرَّفهم ببعض أقاربه من أهل الصعيد[14]، ثم ظل يواصل سعيه في نشر العلم والصدع بالحق إلى أن توفاه الله تعالى بالمملكة السعودية سنة (1406هـ - 1985م)، ودفن ببقيع المدينة النبوية على ساكنها أفضل الصـــلاة وأتم السلام.

### مولده ونشأته
ولد في 15 يناير سنة 1922م الموافق 16 جمادى الأول 1340 هـ بقرية من قرى صعيد مصر الطوابية مركز أبنوب الحمام بمحافظة أسيوط وتتبع حاليا مركز الفتح.
حفظ القرآن الكريم على والده، ثم انتقل به إلى مسجد أولاد إبراهيم باشا بالإسكندرية، فحفظ الآجرومية في النحو وحفظ البخاري ومسلم وسنن أبي داوود، كما درس كتب الفقه والعقيدة والأصول واللغة.

## مواقفه
ساهم رحمه الله في كثير من المواقف الوطنية منها مشاركته في المقاومة في بورسعيد إبان العدوان الثلاثي على مصر عام 1956م، كما كانت له في أواخر حياته مواقف مشهودة ضد التطبيع مع العدو الصهيوني 
كان له جهود في الدعوة وإصلاح المجتمع، يقول عنه الشيخ أبو إسحاق الحويني: «وأنا في السنة الثانية من الجامعة لما ذهبنا نحضر دروس الشيخ المطيعي رحمة الله عليه وبدأنا، نتعلم من حكمة الشيخ المطيعي رحمة الله عليه بدأنا نفهم معنى الدعوة فاشتريت زجاجة عطر ورد كانت بثلاثين قرش ورد فلما رجعت البلد بدأت أعطر الناس اللذين كانوا في المسجد وتعود الناس علي هذا الأمر وكان كلما توفرت معي نقود اشتريت بها عطر وأعطيها لهم، صلوا سنة المغرب وانصاعوا لنا وانتهت كثير من المشاكل بزجاجة العطر»

## شيوخه
نال إجازات عديده من الشيخ محمد حبيب الله الشنقيطي، والسيد محمد علوي عباس المالكي، والسيد حسن الأهدل، وكثير من علماء المغاربة والموريتانيين.

## تلاميذه
تلاميذه كثيرون جدا، ومن أشهرهم:
- المحدث العلامة الدكتور محمود سعيد ممدوح
- الدكتور الشيخ يسري رشدي السيد جبر الصديقي الشافعي الحسني الأزهري
- الشيخ أبو إسحاق الحويني[8]
- الشيخ عمرو عبد اللطيف[9]
- الشيخ أحمد الهجين
- الطبيب الشيخ القاري إيهاب فكري[10]
- الشيخ القارئ عبد الحكيم خاطر[10]
- أحمد شحاتة الألفي الإسكندري[11]
- أحمد منصور آل سبالك[11]

ممن أجازهم:
- الشيخ مجد مكي
- أبو تراب الظاهري[6]
- الشيخ مساعد البشير
- الشيخ محمد الدبيسي[12]
- علي بن عبد الرحيم الغامدي[12]

## انتقالاته
انتقل إلى القاهرة، فافتتح مكتبة المطيعي بميدان عبده باشا بحي العباسية، ثم سافر إلى السودان سنة 1981 فعمل رئيسًا لقسم السنّة وعلوم الحديث بجامعة «أم درمان» الإسلامية، كما أشرف فيها على العديد من رسائل الماجستير والدكتوراه، ثم قصد المملكة العربية السعودية عام 1984، فعمل عميدًا لمعهد أبي بكر الصديق للدعوة الإسلامية بجدة، حتى وفاته

## دروسه
- درس زاد المعاد
- فتح الباري
- صحيح مسلم
- شارك في برنامج فتاوى بالإذاعة المصرية يرد فيه على أسئلة المستمعين.[13]
- له تسجيلات صوتيه سجلها طلابه في شرح صحيح البخاري ومسلم وإحياء علوم الدين والأشباه والنظائر.وكانت دروسه ما بين مسجد كلية طب عين شمس وجامعة القاهرة وبيت الطلبة الماليزيين بالعباسية القاهرة، يقول عنها الشيخ أبو إسحاق الحويني:«وطفقت اسأل كل من ألقاه من إخوانى عن أحد من الشيوخ يشرح هذا العلم، أو يدلني عليه، فأشار على بعض إخوانى - وكان طالبا في كلية الهندسة - أن أحضر مجالس الشيخ محمد نجيب المطيعى وكان شيخنا - رحمه الله - يلقى دروسه في (بيت طلبة ماليزيا) بالقرب من ميدان (عبده باشا) ناحية العباسية، وكان يشرح أربع كتب، وهي (صحيح البخارى) و (المجموع) للنووى، و (الاشباه والنظائر) للسيوطى، (إحياء علوم الدين) للغزالى، فوجدت في هذه المجالس ضالتى المنشودة، ودرتى المفقودة، فلزمته نحو أربع سنوات حتى توقفت دروسه بعد الإعتقالات الجماعية التي أمر بها أنور السادات وأنتهي الامر بمقتله في حادث المنصة الشهير، ورحل الشيخ - رحمه الله - إلى السودان، وظل هناك حتى توفى - رحمه الله - بالمدينة ودفن في البقيع كما قيل لى. رحمه الله تعالي.»[8]
- كانت له دروس أسبوعية في مسجد أبي بكر الصديق بحي المكرونة في جدة.[2]

## أعماله ومناصبه
- عمل مدرسًا في مسجد العمري بمدينة الإسكندرية[13]
- ثم صحافيًا ومراجعًا لغويًا في جريدة «وادي النيل»[5]
- عضو في رابطة العالم الإسلامي[5]
- عضو في نقابة الصحفيين[5]
- أستاذ بمعهد الأئمة التابع لوزارة الأوقاف[13]
- عميد لمعهد الدعوة بالمعادي[13]
- رئيس لقسم السنة وعلوم الحديث بجامعة أم درمان الإسلامية عام 1404هـ[13]
- أستاذ للحديث بجامعة الخرطوم[5]
- له مكتبة المطيعي بميدان عبده باشا بحي العباسية بالقاهرة وقد قامت بنشر العديد من الكتب والإصدارات، وكان يستقبل فيها ضيوفه ويتحفهم بالكتب القيمة، يقول أحد من زاره وهو السيد علوي بن عبد الله السقاف «زرنا الشيخ العلامة الكبير محمد المطيعي في محل تجارته لبيع الكتب، وهو عالم شافعي المذهب متضلع، له مؤلفات من آخرها إكماله لشرح المهذب الذي شرحه النووي، ثم السبكي ولم يكملاه ونسج على منواليهما، واشترينا منه الجزء الثالث عشر والرابع عشر والخامس عشر والباقي لا يزال تحت الطبع وأخذنا منه تفسير السيد حسن صدقي عشرة أجزاء» وقد قال عنه في موضع آخر «وبعد الساعة التاسعة وصل لزيارتنا الشيخ العلامة المطيعي، وكانت جلسة حافلة بالأبحاث العلمية التي دلتنا على غزارة علمه في الحديث والتفسير وفقه الإمام الشافعي، وذكر لنا أنه يعد لمجموع النووي، وهو الآن في آخر ربع منه».[14]

## مؤلفاته
- تكملة المجموع شرح المهذب وهو أهم مؤلفاته وأكبرها والذي اشتهر به وسيأتي الحديث عنه بالتفصيل.
- كتاب تاريخ النقود الإسلامية[15]
- كتاب خالد والدعوة المحمدية[16] وهو يعرض فيه كيف كانت حياة خالد بن الوليد نسبه وميلاده ونشأته وحروبه في الجاهلية والإسلام وخططه العسكرية وكيف كان رجل سياسة محنك وداعية جهبذ وكيف شهد التاريخ لخالد بأنه رجل حرب وقيادة [13]
- صلة السنة بالقرآن: وهو عبارة عن بحث قدمه في مؤتمر السيرة الثالث بدولة قطر ثم أضاف إلى البحث ث بابا يوضح فيه كيفية استخراج الأحكام من حديث خير الأنام وقد طبع الكتاب والبحث في كتاب واحد تحت أسم صلة السنة بالقرآن، ثم أنتقل فيه أيضا إلى ذكر مناظرة الإمام الشافعي التي جاءت في الام والتي رد فيها على منکري الخبر عن رسول الله، ثم انتقل إلى الأصوليين بصلة السنة بالقرآن عندهم وأن ابن حزم الايفعل أحد الوجهين عن الآخر، ثم تناول حجية السنة عند أبي حنيفة وأصحابه وصلة ذلك بالقرآن في إثبات صحة خبر الآحاد في قراءة ابن مسعود لقوله تعالى : (ثلاثة أيام متتابعات في الحج) ثم انتقل إلى كلام الأصوليين إلى ما يوثق العلائق بين القرآن والسنة، ثم ذكر منزلة السنة من القرآن عند ابن القيم، ثم صلتها بالقرآن في رسالة الإمام الشافعي ولا يزال تحت الطبع من السلسلة والناشر مكتبة المطیعي.[13]
- تبسيط علوم الحديث وأدب الرواية نشر بدار حسان سنة 1979م.[17]
- البخاري المفترى عليه: وهي سلسلة مقالات نشرت في مجلة الأزهر من 1975 إلى 1977[17]
- بحث صغير عن الجمهوريين حرره في أغسطس 1983 م تحت عنوان «النبأ الأثيم أو الهوس اللاديني الذميم» لم ينشر[17]
- درة الناصحين على أبشار اللامذهبيين، وهو للرد على دعاة اللامذهبين ومنكري هذا المنهج العلمي السلفي المبارك ومن يدعي القدرة على الاجتهاد المطلق دون الرجوع إلى الأئمة الأربعة.[13]
- كتاب حقيقة "محمود محمد طه" أو الرسالة الكاذبة نشر عام 1986[18] وهو للرد على الدعوة المضلة المضللة التي قامت في السودان على يد المرتد الآثم وقد ظل الشيخ به وبدعوته حتى نفذت الحكومة حكم المحكمة السودانية بإعدام هذا المدعي الكاذب "محمود محمد طه".[13]
- كتاب أحكام التصوير في الإسلام نشر مكتبة المطيعي، وهو ردود على أسئلة قدمت إليه في أذاعة القرآن الكريم بجمهورية مصر العربية وقد جمعت في كتيب صغير يجمع فيه حكم التماثيل أن كانت مشوهة أو نصفية وحكم الستائر التي عليها رسوم ونقوش وحكم ورق الحائط الذي عليه تصاویر وحكم التصوير الفوتوغرافي وحكم الرسوم المطبوعة في الكتب وحكم العرائس المستعملة في لعب الصغار.[13]
- تحقيق خمسة مجلدات من فتح البيان في مقاصد القرآن لصديق حسن خان، وقد طبع الكتاب في 15 مجلدا بعناية الشيخ عبد الله إبراهيم الأنصاري سنة 1992، وقد أثبت تعليقات الشيخ المطيعي وهي من المجلد 9 إلى المجلد 15 وكان يكتب بعد التعليق: (المطيعي)، قال : «إن المؤلف رحمه الله وضع بعض الحواشي ثم وضع الأستاذ المطيعي عند طبعه الكتاب الطبعة الأولى في الهند بعض الحواشي ووضعنا قربها كلمة (المطيعي)» [19]
- المسير المخلص نشر بدار الاعتصام 1975م.[5]
- مجموعة من الفتاوى التي نشرت في مجلة الاعتصام [5] وسلسلة من المقالات في علم الحديث بعنوان : ليس حديثا ..ليس صحيحا.[20]
- له تسجيلات صوتيه في تفسير القرآن الكريم وشروح الحديث الشريف.[5]

## أعماله الأدبية
ما توفر من شعره قليل، لا يكشف عن الجوانب الفنية في تجربته الشعرية، وله قصيدة (عهد مصر)، تتنوع فيها القافية، وله أخرى من الشعر الاجتماعي الساخر، ينتقد ميوعة الشباب، كما نظم من الشعر الديني أدعية وابتهالات، وهو في كل ذلك بسيط في صوره وأفكاره وتراكيبه، إذ ينظم على السجية متتبعًا المعاني المألوفة والصور القريبة من غير تجويد أو إنصات للمعنى الشعري

## تكملته للمجموع شرح المهذب
أما تكملته للمجموع شرح المهذب، والتي تعتبر التكملة الأخيرة والكاملة لشرح المهذب للشيرازي، فهو قد بدأ في شرح ما انتهى إليه الإمام السبكي عند (الرد بالعيب) من (باب المرابحة)، وسار على نهج الإمامين الجليلين النووي والسبكي فيما قد انتهجناه من شرحها للمهذب على النهج الذي وضعه الإمام النووي واختطه لمجموعه.
قال الشيخ المطيعي في مقدمته : «وإذا كان الإمامان الحافظان، شيخ الإسلام وبركتا الأنام: محيي الدين أبو زكريا يحيى بن شرف النووي، وخليفته في (المجموع) تقي الدين علي بن عبد الكافي السبكي، قد جهدا جهدهما في شرح المهذب» إلى ما شاء الله لكل منهما أن يبلغ من شرحه، حتى قضى كل منهما نحبه عند باب من أبواب الفقه، لم يتجاوزا حدود العبادات إلا بمرحلة قصيرة لا تزيد على بضعة أبواب من أبواب البيوع، وبالتحديد توفي الإمام النووي عند أول (باب الربا)، وتوفي الإمام السبكي عند (الرد بالعيب).
لما كان للإمام النووي دعوة ضارعة للعليم الخبير، جاءت في مقدمته الغراء لهذا الكتاب المبارك حيث قال: أسأل الله الكريم إتمامه على أحسن الوجوه وأكملها، وأتمها وأعجلها، وأنفعها في الآخرة والدنيا، وأكثرها انتفاع به وأعمها فائدة لجميع المسلمين.
لذا كان تناول أي عالم هذا الكتاب الذي بدأه الإمام الحبر أبو إسحاق إبراهيم بن علي بن يوسف الفيروزآبادي الشيرازي بمتنه الحكم «المهذب» الذي حوى من المسائل أعوصها، ومن المشكلات أعمقها - من أشق الأعمال العلمية، وحسب «المهذب» أني أحصيت الكتب التي صنفت في حل مشكلاته فبلغت خمسة وعشرين كتابا؛ لهذا كان عزم الإمام أبي زكريا محيي الدين يحيى بن شرف بن مري بن حسن بن حسين بن محمد بن جمعة النووي الجولاني - نسبة إلى (الجولان) - على شرحه من أعظم الأعمال في تاريخ المعارف الإسلامية، إذ تناوله على نهج فريد خالف به جميع من سبقه ومن لحقه بطريقته المبتكرة، فهو يتناول الفصل تاما، فلا يقطعه کلمات ومفردات كصنيع غيره من الشراح».
ثم قال: «وجاء الإمام النووي بهذا النسق البديع، إذ يشبع القارئ بوضع الفصل من المهذب» تامة، أو القطعة من الفصل المشتملة على المسألة بعينها متميزة، ثم يأتي بكلمته الفاصلة (الشرح) ويسوق مما أفاء الله عليه من فيض العلم مما دانت له جبابرة العقول والأفهام، حتى صار طيلة سبعة قرون أو تزيد، مرجعا لكل من كتب أو صنف في الفقه أو الحديث أو الرجال أو اللغة أو التفسير أو الأصول في جميع آفاق العلوم الشرعية، والمعارف الإلهية».
ثم تناول الشيخ المطيعي في مقدمته منهج الإمام السبكي في شرحه للمجموع، ثم ذكر أنه - أي: المطيعي - قد قام بتحقيق نسخته الخاصة من المجموع بشرح الإمامين النووي والسبكي، ثم بدأ في إكمال ما نقص من كتاب «المجموع» إثر رؤيا رآها للإمام الووي، قال: «وكانت نفسي تراودني أن أقدم على إكمال المجموع، ولكن ضخامة العمل وهيبة المقام تأخذ بحجزتي أن أخطو نحو تنفيذ ما أحجم به في خاطري، حتى كانت هذه الرؤيا التي كنت قد كتمت أمرها حتى لا أصاب بعدم إتمامه وضعاً أو طبعا، فرأيت مني عزيمة لم أعهدها في أي عمل أتيته، وإقداماً لم أدر من عجب حل بي عانیته، ومنهاجة واضحاً مضيئاً ماثلا أمامي عاينته، فشمرت ساعدي، وخضت هذا الثبج المائج والخضم الهائج». انتهى
بدأ الشيخ المطيعي في إكماله للمجموع، وأنهى نحو خمسة أجزاء منه، امتحن بعدها واعتقل في عهد جمال عبد الناصر، كمعتقل سياسي. بعد خروجه عكف على إتمام ما بدأه، فكانت هذه الطبعة التي تشتمل على ثلاثة وعشرين مجلدا أو جزءا، وهي هكذا:
من الجزء الأول إلى التاسع شرح الإمام النووي.
* والجزآن العاشر والحادي عشر شرح الإمام السبكي.
*ومن الجزء الثاني عشر إلى الثالث والعشرين شرح الشيخ المطيعي.
بدأ فيه من حيث انتهى الإمام السبكي من باب (بيع المرابحة)، وانتهى حيث انتهى صاحب المتن الشيخ الإمام أبو إسحاق الشيرازي في «المهذب» إلى (باب الإقرار)
وبهذا الشرح الكامل يكون الشيخ المطيعي رحمه الله قد أكمل المجموع بشرح المهذب على نهج سلفيه الإمامين النووي والسبكي رحمها الله. تمتاز هذه الطبعة بحسن التبويب ووضوح العبارة، قامت بتوزيعها في السعودية مكتبة الإرشاد بجدة بهمة صاحبها الشيخ محمد عبد الله بالعمش، وبمتابعة مكتبة المطيعي بالعباسية بمصر.
أما منهج الشيخ المطيعي في شرحه تكملة «المجموع، فنراه يوضحه بقوله: لذا كان علي أن أوضح منهجي في تناول شرح ما بقي من «المذهب» وهو يبلغ ثلثيه، إذ لم يشرح شيخاي سوى ثلثه فقط. ولا كانت الأبواب والكتب الباقية عليها مدار النظام العام والخاص للأمم، وكانت تتناول النظام الإسلامية الاقتصادي والاجتماعي والجنائي والخلقي والسياسي والعسكري والدولي، كان عليَّ أن أرجع إلى علماء الاقتصاد فيما يتصل بأحكام الشركة والقرض والقراض والمرابحة، وما استجد في حياة الأمم من معاملات کالتأمين وعقود الامتياز والشركات المساهمة والمحدودة وذات التوصية وغيرها من أنواع العقود، ونظم المصارف البنوك التي أصبحت عصب الحياة العامة بل والخاصة من حيث إنها أحراز للأموال تحفظها لأربابها وتصونها من الشرق والحرق والغرق والتلف والضياع وما إلى ذلك من آفات.
تعرضتُ في هذه الطبعة إلى هذه الأمور بالتفصيل الذي يشبع نهم طالبي حكم الله فيما يريدون الشروع فيه من عودة إلى شريعة الخالق جل وعلا، والبعد عن شرائع العقول البشرية القاصرة، والتصويتات الغوغائية الشاردة أو الماكرة، والقوانين الوضعية العاثرة. سيرى القارئ - إن شاء الله - جهداً مبذولا في هذا الأفق المالي، رجعت فيه إلى أهل التوفر والتخصص، ونقلت الآراء المخالفة فيما اضطع عليه آراء الناس في أمور الأموال، فنقلتها بحيدة بغير أن أمس بمقاصد أربابها، ثم أردفتها مناقشتها مع نقل أقوال من يكون رأيهم هو المحجة، مع الإفاضة في أدلة كل فريق حتى تنتهي إلى القول الذي إليه المصير.
أما في بقية الكتب والأبواب فقد استوعبنا مذاهبها وأقوال علماء كل مذهب وأدلته النقلية والعقلية، وأصول هذه الأحكام ومردها إلى القواعد الكلية التي تسلك فيها مسلك أصحابنا أصحاب الوجوه، فيما لم يكن فيه حكم قطعي، أو كانت فيه أوجه أو أقوال أو أحوال أو طرق، ويقتضينا المقام الترجيح بينها، أعملنا أصولنا کما نعمل أصولا أخرى ليست على طريقتنا، أو نجمع بين الأصلين والطريقتين ....
وقد استطرد الشيخ المطيعي في بيان ذلك المنهج في مقدمته. هذا، وقد بلغت مصادره ومراجعه (638) مصدرا ومرجعا من كتب التفسير والحديث والفقه وأصوله، والعربية وآلاتها، ومن كتب السيرة والتاريخ، ومن كتب الطب القديم والحديث، ومن كتب الدعوة والوعظ والإرشاد، ومن الدوريات، وكتب القانون الحديث.

## ثناء العلماء عليه
أثنى على جهود الشيخ المطيعي من معاصریه:
الأستاذ علي الجمبلاطي مستشار وزارة التربية والتعليم بمصر (سابقا) يقول: «ولقد حقق أخونا (المطيعي) هذه الأثني عشر جزءا التي كانت مطبوعة بوساطة لجنة من أعلام الأزهر الشريف، فكان لهذا التحقيق أثره المكمل لعمل السادة الذين أشرفوا على الطبعة الأولى، فسد الثغرات التي تخللت صفحاته من البياضات الموجودة في الأصل، وحقق النصوص المنقولة، ثم شرح الغامض، وبعد ذلك نهض بالتكملة محتذيا حذو سلفيه الكريمين، وقد تتلمذ على علمها، وتأثر بمنهجها، فاعتمد في شرح المهذب على أكثر ما اعتمد عليه الإمامان الجليلان، من مخطوطات في دار الكتب والوثائق وفي الجامعة العربية، وبعض مكتبات الأقاليم الموقوفة إذ رأيناه ينقل عن «الشامل» لابن الصباغ ويشير إلى مكان النسخة الخطية في (معهد دمياط)، وذلك مع الاستيعاب المذاهب المسلمين، والأقوال والأوجه والأحوال والطرق التي تضمنتها كتب المذاهب، مع عدم الإسراف في النقول، مما حرص عليه الشيخان، حتى لا يطول الكتاب إلى ما قدرناه بخمسين جزءأ، مضافة إلى ذلك التفات إلى مستحدثات العصر، عصر الأقمار الصناعية، والصواريخ عابرات القارات). انتهى.
نال کتاب المجموع وكذا من قام بتكملته: الشيخ المطيعي، الحفاوة والثناء، ونرى الشيخ المطيعی يذكر أولئك الأعلام في مقدمته من الذين اهتموا بعمله وأثنوا على جهوده، ومن أولئك: مدير جامعة أم درمان الإسلامية الدكتور البروفسور محمد أحمد الحاج، وأمناء وعمداء الكليات، وكذا وزير التعليم العالي (سابقا) بالمملكة العربية السعودية الشيخ حسن بن عبد الله آل الشيخ، الذي أوصى باعتماد کتاب المجموع في الجامعات السعودية، وكذا فضيلة العلامة الشيخ عبد العزيز بن عبد الله بن باز (مفتي الديار السعودية السابق رحمه الله)، وخصه الشيخ المطيعي بشكره على تقبله الكتاب، بل وأوكل إليه مهمة توزيعه كما في مراسلة بينه وبين الشيخ ابن باز بتاريخ 15 صفر 1405 هـ کما قدم شكره لمن أعانه وقدم له المساعدة في تكملته تلك، وخص منهم: السيد الشريف العلامة حامد بن أبي بكر المحظار، والسيد الشريف محمد بن عبد الله باعقيل، والشيخ مختار إبراهيم الهايج وغيرهم.
- حصل على وسام الجمهورية السودانية من الرئيس جعفر نميري عام 1979.

## وفاته
توفي الشيخ في مستشفى الملك فهد بجدة حي الرويس يوم 9 محرم 1407 هجرية الموافق 24 سبتمبر 1985م وهو يراجع آخر ما أضاف من مجلدات المجموع، ودفن في البقيع في المدينة المنورة حسب وصيته.